# Jordan Galland
Jordan Galland né le 2 janvier 1980, est un cinéaste, écrivain et musicien américain.

## Musique et cinéma
| Année | Titre                                   | Rôle                                                                     |
| 2005  | Green Umbrella                          | Compositeur                                                              |
| 2008  | Le Jour des morts                       | Compositeur de la musique Coolest Boy on Earth                           |
| 2007  | Rosencrantz and Guildenstern Are Undead | Producteur                                                               |
| 2008  | Coin Locker Babies                      | Scénariste                                                               |
| 2008  | Las Vegas 21                            | Compositeur de la bande originale avec Domino Kirke : Tropical Moonlight |

## Cinéma
Jordan Galland est un jeune cinéaste, écrivain et musicien qui vit à New York depuis l’âge de 5 ans.
À l’âge de 13 ans, il écrit sa première pièce de théâtre F.A.M.I L.Y, et a fait partie des finalistes de la Young Playwrights Competition.
À 20 ans, il commence à travailler sur l’adaptation au cinéma du livre de Ryū Murakami, Les Bébés de la consigne automatique, avec le metteur en scène Michele Civetta et ses amis de longue date Sean Lennon le fils de John Lennon et Peter Klien (le film est sorti en 2008 avec Sean Lennon, Liv Tyler et Asia Argento).

## Réalisateur
Son premier long-métrage Rosencrantz and Guildenstern are Undead est une comédie de vampires (références à Shakespeare et au Saint-Graal), dans laquelle on retrouve Jake Hoffman Devon Aiko, Johnny Ventimilgia, Kris Lemche, et Jeremy Sisto ainsi que Bijou Philips.
- 2009: Rosencrantz and Guildenstern Are Undead
- 2012: Alter Egos
- 2015: Ava's Possessions

## Récompenses
Une fois son diplôme de l’université de New York en poche, à l’automne 2005, il tourne le court-métrage coécrit avec Sean Lennon Smile for the Camera. Ce film parle d’une secte qui utilise d’anciennes caméras pour capturer l’âme de leurs victimes… Ce court-métrage obtiendra une récompense au New York International Independant Film and Video Festival.
La vidéo de Green Umbrella a été récompensée et projetée dans de nombreux festivals internationaux de cinéma.

## Musique

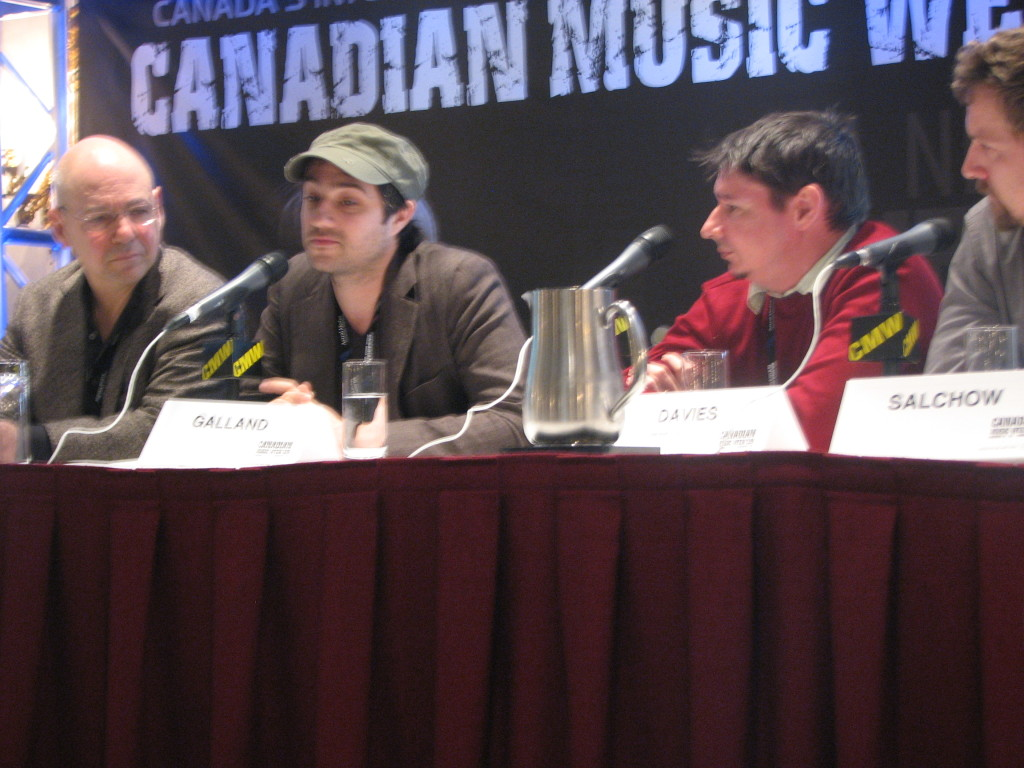
Jordan Galland en tant que porte-parole pour la semaine de la musique au Canada en mars 2009.

À 18 ans, Galland forme le groupe de rock Dopo Yume et donne des concerts dans le monde entier en première partie de Cibo Matto et Rufus Wainwright.
Il est également membre du groupe Domino avec Domino Kirke (fille de Simon Kirke).
Il a travaillé avec Daniel Merriweather et le producteur Mark Ronson d’Allido Records.
En effet, il joue du piano électrique sur l'album Version de Mark Ronson et a coécrit des chansons sur l'album Love & War de Daniel Merriweather.
J. Galland a également fait une vidéo avec Mark Ronson en hommage à The Legend of Zelda .
Il a écrit Tropical Moonlight  pour le film Las Vegas 21 avec Domino.